# Andrew Puzder

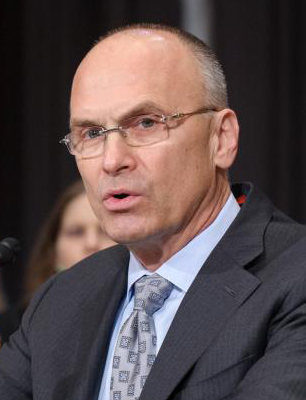
Andrew Puzder (2017)

Andrew Franklin „Andy“ Puzder (* 11. Juli 1950 in Cleveland, Ohio) ist ein US-amerikanischer Manager. Er erhielt 1978 den Grad Juris Doctor von der Washington University School of Law in St. Louis, wo er als leitender Redakteur für die Law Review tätig war. Seit September 2000 ist Puzder Präsident und Geschäftsführer („Chief Executive Officer“, CEO) der CKE Restaurants.
Am 8. Dezember 2016 nominierte der designierte US-Präsident Donald Trump Puzder als zukünftigen Arbeitsminister in seinem Kabinett. Am 15. Februar 2017 gab Puzder einen Tag vor der entsprechenden Abstimmung im US-Senat aufgrund des zunehmenden Widerstands gegen ihn bei den Anhörungen zu seiner Nominierung seinen Rückzug bekannt. An seiner Stelle nominierte Trump nun Alexander Acosta, u. a. unter George W. Bush Assistant Attorney General im Justizministerium. 2025 nominierte US-Präsident Donald Trump den früheren Fast-Food-Unternehmer für den Posten des US-Botschafter bei der Europäischen Union.

## Laufbahn

### Ausbildung
Puzder ist der Sohn von Winifred M. (Franklin) und Andrew Frank Puzder. Er wuchs in Russell Township, Geauga County, Ohio auf. Er besuchte die Kent State University, die er 1970 verließ, um eine Karriere als Rockmusiker einzuschlagen. Als Puzder in Cleveland Heights, in Ohio lebte, arbeitete er im Verkauf eines Gitarrengeschäftes und besuchte die Cleveland State University, wo er 1975 seinen Bachelor in Geschichte machte. Dann besuchte er die Washington University School of Law, wo er Herausgeber der Law Review war und 1978 seinen Juris Doctor erhielt.

### Berufliche Karriere
Von 1978 bis 1983 war Puzder Partner im Anwaltsbüro von Morris Shenker in St. Louis. 1984 wechselte er zum Stolar Partnerschaft in St. Louis und arbeitete mit dem Strafverteidiger Charles A. Seigel zusammen.
Als er in St. Louis als Anwalt praktizierte, verfasste er ein Abtreibungsgesetz für den Staat Missouri, das 1989 durch die Entscheidung Webster v. Reproductive Health Services vom Obersten Gerichtshof der Vereinigten Staaten gestoppt wurde. Nach der Webster-Entscheidung wurde Puzder ein Gründungsmitglied des Common Ground Network for Life and Choice. 1984 hatten Puzder und ein anderer Rechtsanwalt einen Artikel für das Stetson Law Journal geschrieben, in dem sie ein Gesetz für Missouri vorschlugen, wodurch Leben schon zum Zeitpunkt der Empfängnis geschützt wurde.
Während seiner Anwaltstätigkeit in St. Louis traf Puzder Carl Karcher, den Gründer der Schnellrestaurantkette Carl’s Jr. Karcher hatte große Schwierigkeiten und forderte Puzder auf, als sein persönlicher Anwalt nach Kalifornien umzuziehen. 1991 zog Puzder nach Orange County (Kalifornien) um. Puzder konnte Karchers Finanzprobleme lösen, den Konkurs des Unternehmens verhindern und einen bedeutenden Anteil an dem von ihm gegründeten Unternehmen, CKE Restaurants, Inc. (CKE) behalten.
Puzder löste Karchers finanzielle Probleme, indem er mit William P. Foley, dem Geschäftsführer von Fidelity National Financial, eine Transaktion abschloss. 1994 wurde Foley Vorsitzender und Geschäftsführer von CKE, und Karcher gab den Posten als Vorsitzender auf. 1995 wurde Puzder leitender Vizepräsident und General Counsel for Fidelity und führte eine der größten Rechtsabteilungen in einem Unternehmen in Kalifornien. Er arbeitete dabei auch mit Foley zusammen, um die Santa Barbara Restaurant Group zu schaffen, ein Konglomerat von Restaurantketten. Puzder war als Geschäftsführer dieses Unternehmens tätig.
1997 wurde Puzder zum geschäftsführenden Vizepräsidenten und Justitiar von CKE ernannt. Im gleichen Jahr kaufte CKE Hardee’s Food Systems, Inc. auf, die im Besitz der Hardee’s-Schnellrestaurant-Marke sind. Hardee’s war eine notleidende Marke, CKE übernahm mit der Akquisition über 700 Millionen Dollar Schulden. Die Geschäfte liefen schlecht, und die Kapitalisierung fiel auf rund 200.000 Dollar. Im Juni 2000 ernannte das Board of Directors von CKE wegen organisatorischer und finanzieller Probleme Puzder zum Präsidenten und CEO von Hardee’s Food Systems und im September 2000 zum Präsidenten und CEO von CKE Restaurants, Inc. Puzder hat sowohl die Marke Hardee’s als auch CKE saniert und wieder auf Wachstumskurs gebracht.
92 % der CKE-Restaurants sind heute im Besitz von Franchisenehmern. Das amerikanische Arbeitsministerium, dessen Leitung Puzder übernehmen sollte, verfolgt seit längerem die Absicht, Franchiseunternehmen als gemeinsame Unternehmer mit ihren Franchisenehmern für die Einhaltung arbeitsrechtlicher Standards haftbar zu machen. Puzder hatte als Vorstandsmitglied der International Franchise Association, eines Lobbyverbands von Franchiseunternehmen heftig gegen diese Absicht opponiert. Nach einer Studie von Bloomberg BNA stellte das Arbeitsministerium bei Stichproben in 60 % aller untersuchten CKE-Restaurants Verstöße gegen das Arbeitsrecht fest, womit Puzder unter den untersuchten Franchiseunternehmen vergleichsweise gut dastand: Der Durchschnitt der ermittelten Rechtsverstöße lag bei 75 %.
Im Juli 2010 übernahm die Private-Equity-Gesellschaft Apollo Global Management das Unternehmen CKE für 1 Mrd. US-Dollar. Im Dezember 2013 kaufte wiederum die Roark Capital Group CKE und beließ das CKE-Management einschließlich Puzder im Amt.

### Ehrenämter
2011 wurde Puzder zum Mitglied des National Advisory Board der Washington University School of Law ernannt. 2013 wurde er zum Direktor des International Franchise Association’s Board of Directors gewählt. Puzder is a National Council Co-Chair of the American Enterprise Institute. Puzder ist ein Mitglied des Job Creators Network, einer Organisation, die sich gegen gesetzliche Regelungen der Regierung gegenüber Unternehmen richtet.

### Tätigkeiten als Autor, Kommentator und politisches Engagement
Puzder schreibt häufig über Wirtschafts- und Rechtsthemen in Zeitschriften wie dem Wall Street Journal, Forbes, Real Clear Politics, CNBC online, National Review, The Hill, Politico und den Orange County Register. Er war Gast in Wirtschaftsnachrichtensendungen wie Your World with Neil Cavuto, Varney & Co., Mornings with Maria, The O'Reilly Factor mit Bill O’Reilly, Mad Money mit Jim Cramer, Fast Money, Power Lunch, Lou Dobbs Tonight und Squawk on the Street. Er war sowohl bei Varney & Co. als auch bei Squawk on the Street Moderator. Er hält regelmäßig Ansprachen in Colleges, Universitäten und anderen Schauplätzen über Wirtschaftsthemen und den Einfluss von gesetzlichen Regelungen der Regierung auf Unternehmen.
Puzder ist bekannt als Kritiker der Erhöhungen des Mindestlohns. 2010 war er Koautor des Buches Job Creation: How It Really Works and Why Government Doesn't Understand It.
2011 trug Puzder zu „Believe in America“, Mitt Romneys Plan zum Arbeitsplatz- und Wirtschaftswachstum, bei. Er war ein Wirtschaftsberater und Sprecher für Präsidentschaftskampagne von Mitt Romney im Jahr 2012. Puzder war auch Delegierter bei der Republican National Convention im Jahr 2012 und Vorsitzender des Unterkomitees für Wirtschaft, Arbeitsplatzschaffung und Schulden. 2016 brachte Puzder Geld für die Präsidentschaftskampagne von Donald Trump auf.
Er war ein Sprecher und ein Wirtschaftsberater der Kampagne. Puzder war auch Delegierter der Republican National Convention 2016 und der Vorsitzende des Subkommittees für die Wirtschaft, Arbeitsplatzschaffung und Verschuldung des Platformkommittees „Restoring the American Dream“. Am 15. Februar 2017 zog Puzder seine Kandidatur als Arbeitsminister zurück. Puzder war gegen Regulierungen im Arbeitsmarkt und gegen einen Mindestlohn. Gegen seine Restaurantkette waren zahlreiche Klagen wegen Nichtzahlung von Löhnen und sexueller Belästigung anhängig; deshalb und wegen seiner eher immigrationsfreundlichen Einstellung wollten ihm auch mehrere republikanische Senatoren die Zustimmung versagen. Er selbst hatte eine Immigrantin jahrelang ohne Einwanderungserlaubnis als Haushälterin beschäftigt. Außerdem sah er sich erneut mit den bereits bekannten Vorwürfen häuslicher Gewalt konfrontiert. Vier Gegenstimmen republikanischer Senatoren galten als sicher. Die Stimmen von acht weiteren republikanischer Senatoren waren unsicher.
Mit der Nominierung Puzders setzte sich Trump über eine ungeschriebene Regel hinweg, an die sich bis dahin Demokraten wie auch Republikaner bei der Besetzung des Arbeitsministeriums gehalten hatten: Demokraten nominieren keinen Gewerkschaftsführer, Republikaner keinen Unternehmenschef.

## Auszeichnungen und Ehrungen
PR News and CommCore Consulting ernannten Puzder 2005 zur 'Spokesperson of the Year' für seine Arbeit für die Marken Carl's Jr. und Hardee’s im Fernsehen und Radio. Puzder erhielt 2008 den 'Golden Chain Award' der Nation's Restaurant News für seine Erfolge und Leistungen während seiner Karriere als Manager in der Schnellrestaurantbranche. 2009 ernannte die Cleveland State University Puzder zum Distinguished Alumni of the Year. 2009 wurde Puzder zum 'Coach Arts Man of the Year' ernannt. 2010 erhielt er von der 'International Foodservice Manufacturers Association' den 'Food Service Operator of the Year Silver Plate Award' aus, in Anerkennung seiner Leistungen für und Hingabe an die Schnellrestaurantbranche. 2012 ernannte die Washington University School of Law Puzder zum 'Distinguished Alumni of the Year'.

## Persönliches
Puzder und seine erste Gattin wurden 1989 geschieden; er hat sechs Kinder sowie sechs Enkelkinder und lebt mit seiner zweiten Gattin in Franklin (Tennessee).